# Al-Ukhaydir
Al-Ukhaydir (en árabe: الأخير‎), también deletreado al-Akhthar, al-Akhdar, al-Akhider, Akhizer, también conocido como Haydar o Aqabat, está situado al sureste de la provincia de Tabuk en Arabia Saudita. A principios del Imperio otomano, se construyó un fuerte en este lugar, que formaba parte de una red de fortificaciones a lo largo de la ruta de caravanas del hach hacia Medina y La Meca.

## Etimología
El nombre del fuerte Al-Ukhaydir significa en árabe ‘el pequeño lugar verde’. Según el arqueólogo Andrew Petersen, el origen exacto del nombre no está claro. Una posibilidad probable es que estuviera vinculado a la tradición de Elías, a quien los musulmanes levantinos suelen identificar como Al-Khidr. Al-Khadr también es objeto de una leyenda árabe local. La asociación con Al-Jadr fue mencionada por viajeros e historiadores visitantes durante toda la época otomana (1517-1917) y en el interior de las murallas del fuerte se situó un santuario dedicado a Al-Jadr.
Petersen sugiere que «el nombre puede reflejar el verdor de este lugar, en una zona de aridez abrumadora». El historiador Richard Blackburn también relata que «se dice que el escaso verdor de los alrededores explica» su nombre, «pequeño lugar verde o Wadi al-Ukhaydir (valle ligeramente verde)».

## Situación
Al-Ukhaydir se encuentra al sur de la provincia de Tabuk de Arabia Saudita. Era un punto intermedio en la ruta Siria-Hejaz, estando 760 km al sur de Damasco y 560 km al norte de Medina.  Está situada sobre terrenos arenosos en un profundo desfiladero rodeado de laderas rocosas, en parte cubiertas de lava.

## Historia
La primera mención clara de Al-Ukhaydir se remonta a principios del siglo XIII, durante el gobierno de la dinastía ayubí, por el geógrafo sirio Yaqut al-Hamawi, quien señaló que el profeta islámico Mahoma rezó en el lugar de camino a Tabuk en el año  630. En el lugar donde rezó se construyó una mezquita, situada en el centro de un uadi (cauce seco) llamado uadi al-Ukhaydir. El viajero del siglo XIV Ibn Battuta comentó que Wadi al-Ukhaydir estaba aislado en el desierto y se refirió a él como un «valle del infierno» donde muchos peregrinos del hach habían muerto un año debido a la escasez de agua en el lugar. Además, dejó constancia de que la historia del episodio mortal había sido inscrita en una roca del lugar por uno de los peregrinos.

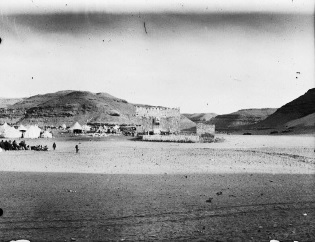
Vista del fuerte desde el sureste, con las montañas del Hiyaz al fondo y campamentos beduinos inmediatamente al oeste del fuerte, 1907.

En 1517, el Imperio otomano conquistó el Hiyaz, incluida Al-Ukhaydir, al sultanato mameluco de Egipto (El Cairo). No mucho antes, se había construido un embalse en Al-Ukhaydir, ya que en 1517 una fuente anónima describió una lucha intertribal en el embalse, que lo dejó inutilizable para los peregrinos del Hayy de ese año. Como lugar de descanso y abrevadero desprotegido en la ruta del Hayy de Damasco a Medina, los otomanos intentaron fortificar el lugar, junto con otros muchos a lo largo del siglo XVI. Una razón especialmente urgente para fortificar Al-Ukhaydir fue el envenenamiento de su embalse con tuera por un tal Mulhim, jefe de la tribu beduina de Banu Lam al-Mafarija, en 1530. Mulhim continuó saboteando las paradas de descanso de la caravana del Hayy hasta que fue derrotado por la caravana de peregrinos en Al-Mu'azzam con importantes pérdidas de vidas humanas para los peregrinos.
Para evitar los sabotajes recurrentes de los beduinos, incluidos Al-Mafarija  y Banu Uqbah, el sultán Solimán el Magnífico decretó la construcción de un fuerte en Al-Ukhaydir en 1531/1532. En consecuencia, el gobernador de Damasco, Mustafá Ablaq Pashá, ordenó al hombre fuerte árabe afincado en Lajjun, Turabay ibn Qaraja, que construyera un fuerte en el lugar, que se terminó en cuarenta días.  Veinte jenízaros locales de Damasco estaban destinados regularmente en Al-Ukhaydir, y en el fuerte se recaudaba un impuesto sobre los bienes de los peregrinos para contribuir al salario de las tropas.
En 1672, el viajero turco Evliya Celebi visitó Al-Ukhaydir y lo describió como un edificio cuadrado de fuerte construcción con una mezquita, habitaciones suficientes para alojar a cuarenta soldados, una habitación separada para el comandante de los jenízaros, doce cañones largos y un aljibe que se abastecía por tres canales. Celebi también señaló que el lugar y sus alrededores estaban habitados por beduinos de la orden sufí haydari, que afirmaban que su antepasado, Ali Haydar al-Qarrar, construyó un fuerte en el lugar en el año 667 de la era cristiana. Basándose en excavaciones realizadas en el siglo XX en el lugar, el arqueólogo Andrew Petersen concluye que es probable que existiera un fuerte anterior a los otomanos. Celebi señaló además que el fuerte había sido restaurado anteriormente por un funcionario damasceno llamado Haydar Pashá. El viajero sufí Abd al-Ghani al-Nabulsi también destacó la fortaleza y afirmó que se llamaba "Al-Ukhaydir" en honor a la figura sagrada musulmana de Al-Jadr (identificada con Elías), quien, según la leyenda, cavó el pozo de la fortaleza, que contenía agua de gran calidad. A principios del siglo XVIII, al-Ukhaydir estaba controlada por la tribu Bani Manjak. A finales del XVIII, el viajero turco Mehmed Edib informó de otras asociaciones religiosas con el lugar, como que la tumba de Ali Haydar se encontraba allí y era un lugar de peregrinación para las tribus beduinas y que fue el lugar donde Job se cubrió de insectos que se convirtieron en piedras.

### Época moderna

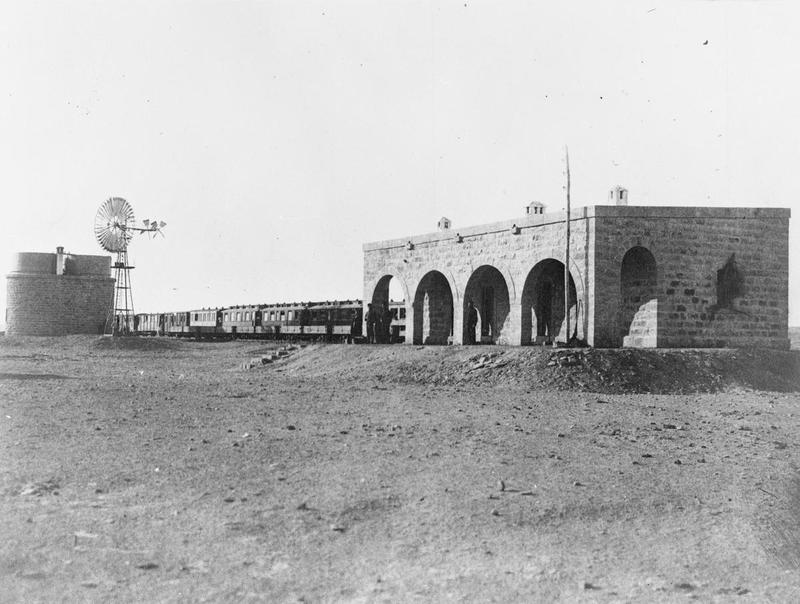
Estación del ferrocarril del Hiyaz en al-Ukhaydir, 1916 o 1917.

En 1906, el ferrocarril del Hiyaz, creado en parte para sustituir la tradicional ruta de las caravanas del Hayy, se amplió hasta Al-Ukhaydir. Al-Ukhaydir era el punto más meridional del Hiyaz por el que el Imperio otomano permitía viajar a los cristianos. Así, la construcción del resto de la línea al sur de al-Ukhaydir fue supervisada por ingenieros egipcios, en lugar de muchos de los europeos que se emplearon para la línea norte del ferrocarril.
En 1907, el fuerte se utilizaba como estación de telégrafos con tres operadores. Ese año, los arqueólogos franceses A. Jaussen y R. Savignac llevaron a cabo la primera gran excavación en al-Ukhaydir, y sacaron fotografías. , planos del sitio e inscripciones en árabe. También identificaron una antigua mezquita entre 400 y 500 metros al norte del fuerte, que, según afirmaron, era la mezquita Yaqut al-Hamawi asociada con Mahoma siglos antes. En ese momento, los árabes locales seguían habitando la zona, cultivando forraje para camellos y sirviendo a la guarnición.

## Arquitectura
El fuerte de Al-Ukhaydir, construido con piedra labrada, era uno de los más pequeños de la ruta del hach. La estructura cuadrada medía aproximadamente 20 m a cada lado y constaba de tres pisos, rematados por cresterías. Su entrada arqueada estaba en el extremo norte,y en la parte superior había un matacán saliente, en forma de cubo, colocado sobre cuatro ménsula sde dos niveles. En la planta baja había al menos ocho rendijas para armas, dos de ellos a cada lado del matacán, una torre saliente en la esquina noreste del fuerte, una inmediatamente al este de la puerta, dos en el muro oeste y dos en el muro sur. El piso superior también tenía algunas rendijas para armas. Las torres están situadas en las esquinas suroeste y noreste del fuerte. Había seis cisternas dentro del fuerte, todas menos la más occidental estaban conectadas entre sí. La cisterna más grande medía 19 x 10 m y el más pequeño era de 3 x 3 m. Al noroeste del fuerte había una estructura cuadrada más pequeña, en ruinas, con una puerta en el lado sur, que daba a la cisterna más grande del fuerte.